# Pablo Cuevas
Pablo Gabriel Cuevas Urroz (ur. 1 stycznia 1986 w Concordii) – urugwajski tenisista, zwycięzca French Open 2008 w grze podwójnej, reprezentant kraju w Pucharze Davisa, olimpijczyk z Rio de Janeiro (2016).

## Kariera tenisowa
Zawodowy tenisista w latach 2004–2024. Początkowo startował w turniejach z cyklu ITF Men's Circuit i ATP Challenger Tour.
W zawodach kategorii ATP Tour w grze pojedynczej wywalczył 6 tytułów z 10 rozegranych finałów.
Największy sukces w karierze Cuevas odniósł w 2008 roku, wygrywając wielkoszlemowy French Open w grze podwójnej w parze z Luisem Horną. Po tym zwycięstwie Cuevas stał się drugim wielkoszlemowym triumfatorem z Urugwaju, po Fiorelli Bonicelli, która triumfowała również we French Open – w 1976 roku w grze podwójnej pań. Łącznie w deblu Cuevas wygrał 9 tytułów o randze ATP Tour spośród 17 osiągniętych finałów.
W latach 2004–2024 reprezentant Urugwaju w Pucharze Davisa. Łącznie rozegrał 57 meczów, z których w 42 zwyciężył.
W 2016 zagrał w turnieju singlowym na igrzyskach olimpijskich w Rio de Janeiro, dochodząc do 2. rundy.
W rankingu gry pojedynczej Cuevas najwyżej był na 19. miejscu (15 sierpnia 2016), a w klasyfikacji gry podwójnej na 14. pozycji (20 kwietnia 2009).

### Finały w turniejach ATP Tour
| Legenda                                      |
| -------------------------------------------- |
| Wielki Szlem                                 |
| Igrzyska olimpijskie                         |
| Tennis Masters Cup / ATP Finals              |
| ATP Masters Series / ATP Tour Masters 1000   |
| ATP International Series Gold / ATP Tour 500 |
| ATP International Series / ATP Tour 250      |

#### Gra pojedyncza (6–4)
| Końcowy wynik | Nr | Data            | Turniej        | Nawierzchnia   | Przeciwnik           | Wynik finału     |
| ------------- | -- | --------------- | -------------- | -------------- | -------------------- | ---------------- |
| Zwycięzca     | 1. | 13 lipca 2014   | Båstad         | Ceglana        | João Sousa           | 6:2, 6:1         |
| Zwycięzca     | 2. | 27 lipca 2014   | Umag           | Ceglana        | Tommy Robredo        | 6:3, 6:4         |
| Zwycięzca     | 3. | 15 lutego 2015  | São Paulo      | Ceglana (hala) | Luca Vanni           | 6:4, 3:6, 7:6(4) |
| Finalista     | 1. | 3 maja 2015     | Stambuł        | Ceglana        | Roger Federer        | 3:6, 6:7(11)     |
| Zwycięzca     | 4. | 21 lutego 2016  | Rio de Janeiro | Ceglana        | Guido Pella          | 6:4, 6:7(5), 6:4 |
| Zwycięzca     | 5. | 27 lutego 2016  | São Paulo      | Ceglana        | Pablo Carreño-Busta  | 7:6(4), 6:3      |
| Finalista     | 2. | 25 czerwca 2016 | Nothingham     | Trawiasta      | Steve Johnson        | 6:7(5), 5:7      |
| Finalista     | 3. | 17 lipca 2016   | Hamburg        | Ceglana        | Martin Kližan        | 1:6, 4:6         |
| Zwycięzca     | 6. | 6 marca 2017    | São Paulo      | Ceglana        | Albert Ramos-Viñolas | 6:7(3), 6:4, 6:4 |
| Finalista     | 4. | 5 maja 2019     | Estoril        | Ceglana        | Stefanos Tsitsipas   | 3:6, 6:7(4)      |

#### Gra podwójna (9–8)
| Końcowy wynik | Nr | Data                 | Turniej            | Nawierzchnia  | Partner             | Przeciwnicy                               | Wynik finału         |
| ------------- | -- | -------------------- | ------------------ | ------------- | ------------------- | ----------------------------------------- | -------------------- |
| Finalista     | 1. | 20 kwietnia 2008     | Houston            | Ceglana       | Marcel Granollers   | Ernests Gulbis Rainer Schüttler           | 5:7, 6:7(3)          |
| Zwycięzca     | 1. | 6 czerwca 2008       | French Open, Paryż | Ceglana       | Luis Horna          | Daniel Nestor Nenad Zimonjić              | 6:2, 6:3             |
| Zwycięzca     | 2. | 8 lutego 2009        | Viña del Mar       | Ceglana       | Brian Dabul         | František Čermák Michal Mertiňák          | 6:3, 6:3             |
| Zwycięzca     | 3. | 25 października 2009 | Moskwa             | Twarda (hala) | Marcel Granollers   | František Čermák Michal Mertiňák          | 4:6, 7:5, 10–8       |
| Zwycięzca     | 4. | 14 lutego 2010       | Costa do Sauipe    | Ceglana       | Marcel Granollers   | Łukasz Kubot Oliver Marach                | 7:5, 6:4             |
| Finalista     | 2. | 9 maja 2010          | Estoril            | Ceglana       | Marcel Granollers   | Marc López David Marrero                  | 7:6(1), 4:6, 4–10    |
| Finalista     | 3. | 29 września 2013     | Kuala Lumpur       | Twarda (hala) | Horacio Zeballos    | Eric Butorac Raven Klaasen                | 2:6, 4:6             |
| Finalista     | 4. | 16 lutego 2014       | Buenos Aires       | Twarda (hala) | Horacio Zeballos    | Marcel Granollers Marc López              | 5:7, 4:6             |
| Finalista     | 5. | 4 maja 2014          | Oeiras             | Ceglana       | David Marrero       | Santiago González Scott Lipsky            | 3:6, 6:3, 8–10       |
| Zwycięzca     | 5. | 17 maja 2015         | Rzym               | Ceglana       | David Marrero       | Marcel Granollers Marc López              | 6:4, 7:5             |
| Finalista     | 6. | 27 czerwca 2015      | Nottingham         | Trawiasta     | David Marrero       | Chris Guccione André Sá                   | 2:6, 5:7             |
| Finalista     | 7. | 24 kwietnia 2016     | Barcelona          | Ceglana       | Marcel Granollers   | Bob Bryan Mike Bryan                      | 5:7, 5:7             |
| Zwycięzca     | 6. | 26 lutego 2017       | Rio de Janeiro     | Ceglana       | Pablo Carreño-Busta | Juan Sebastián Cabal Robert Farah         | 6:4, 5:7, 10–8       |
| Zwycięzca     | 7. | 23 kwietnia 2017     | Monte Carlo        | Ceglana       | Rohan Bopanna       | Feliciano López Marc López                | 6:3, 3:6, 10–4       |
| Finalista     | 8. | 30 lipca 2017        | Hamburg            | Ceglana       | Marc López          | Ivan Dodig Mate Pavić                     | 3:6, 4:6             |
| Zwycięzca     | 8. | 5 sierpnia 2017      | Kitzbühel          | Ceglana       | Guillermo Durán     | Hans Podlipnik-Castillo Andrej Wasileuski | 6:4, 4:6, 12–10      |
| Zwycięzca     | 9. | 29 października 2017 | Wiedeń             | Twarda (hala) | Rohan Bopanna       | Marcelo Demoliner Sam Querrey             | 7:6(7), 6:7(4), 11–9 |